# Борислав Борисов (УНСС)
Вижте пояснителната страница за други личности с името Борислав Борисов.
Борислав Михайлов Борисов е български икономист и политик. Професор в Университета за национално и световно стопанство и ректор 2 последователни мандата (2003 – 2011), съветник на президента Георги Първанов.

## Биография
Роден е на 12 септември 1949 година. Завършва средно образование в Техникума по автоматика в София през 1969 година и висше образование по „политическа икономия“ във Висшия икономически институт „Карл Маркс“ (днес УНСС) през 1976 година. Получава научната степен „кандидат на икономическите науки“ през 1988 година.
Има диплом за завършена дългосрочна следдипломна квалификация от Централния институт за повишаване на квалификацията на кадрите в патентната дейност в Москва. Прави дългосрочна специализация в Ленинград и краткосрочни в Берлин, Прага, Будапеща, Варшава, Москва, Талин, Женева и други.
От 1976 година е редовен асистент във ВИИ „Карл Маркс“, където е избран за доцент (1990) и за професор (2004). Чете лекционни курсове  „Интелектуална собственост“ и „Управление на нематериалните активи“. Автор е на над 100 публикации, включително монографии, статии, учебници и доклади.
Загива при автомобилна катастрофа край село Копривлен, област Благоевград.